# Аккудук (Тайыншинский район)
Аккудук (каз. Аққұдық) — село в Тайыншинском районе Северо-Казахстанской области Казахстана. Административный центр Алаботинского сельского округа. Код КАТО — 596035100.
Вблизи села проходит автомобильная дорога А-13 «Кокшетау — Бидайык (Казахстано-Российская граница)».

## История
Основано в 1929 г. С 1932 по 1996 г. — центральная усадьба зерносовхоза «Алаботинский».

## Население
В 1999 году население села составляло 1415 человек (704 мужчины и 711 женщин). По данным переписи 2009 года, в селе проживало 1112 человек (549 мужчин и 563 женщины). В 2023 году население села составляет 951 человек.